# Antonie Pieck
Antonie Franciscus Pieck (Den Haag, 22 oktober 1865 - Maartensdijk, 3 december 1925) was een Amsterdamse hoofdonderwijzer en schrijver. 
Hij trouwde op 2 april 1890 in Leiden met Elisabeth Maria Margaretha Binnendijk uit Leiden. Van 1880-1884 bezocht hij de Rijkskweekschool in Haarlem. In 1905 verhuisde hij naar Bussum en begint al spoedig met schrijven. Pieck schreef verschillende kinderboeken. Begin februari 1917 ging hij met ziekteverlof en hield daarvan een dagboek bij. Tot 17 januari 1920 schrijft hij over Bussum en de Belgische vluchtelingen die in de Eerste Wereldoorlog in Nederland verbleven. Antonie raakte in die tijd bevriend met de Vlaamse dichter en activist René De Clercq. Artikelen van hem verschenen in het Algemeen Handelsblad en in De Prins der Geïllustreerde Bladen. Van zijn bekendste boek Over hoe ik schilder werd, over het leven van Huib Hoepel verscheen later een schooluitgave voor de ULO. In mei 1919 verhuisde het gezin Pieck naar de Tolakker 5 in Hollandsche Rading. Hij werd begraven in het familiegraf op het kerkhof van Lage Vuursche.

## Familie
Antonie was de zoon van Coenraad Antonie Pieck en Maria Adriana Goffijn. Hij was de oom van Anton Pieck, een zoon van zijn broer. Doordat Antonie zijn schilderwerk ondertekende met 'A.F. Pieck' zou zijn oomzegger Anton Pieck zijn werk later ondertekenen met 'A. Pieck' of voluit 'Anton Pieck'.
Van zijn vier dochters kregen Gretha (Margaretha) en Adri (Adriana Jacoba) bekendheid als tekenares en schilderes. Naar deze dochters is de na 1989 tweejaarlijks uitgereikte Gretha en Adri Pieckprijs voor grafische ontwerpers genoemd.

## Over hem en zijn werk
- A.F. Pieck en Betty Pieck: Dagboek : 1917-1920 / Herinneringen aan René de Clercq, Elisabeth Maria Margaretha Pieck, M.J.A. Heid

- Digitale Bibliotheek voor de Nederlandse Letteren: piec002
- International Standard Name Identifier: 0000 0000 4924 8622
- Library of Congress Control Number: no2006129331
- Nederlandse Thesaurus van Auteursnamen: 120344300
- Virtual International Authority File: 46528985
- WorldCat: E39PBJk8W9fTxXRKqrQX9bVHmd